# Eerste Kamerverkiezingen 2023/Kandidatenlijst/SGP
De kandidatenlijst voor de Eerste Kamerverkiezingen van 2023 van de lijst Staatkundig Gereformeerde Partij (SGP) (lijstnummer 12) is na controle door de Kiesraad als volgt vastgesteld:
1. P. (Peter) Schalk
2. D.J.H. (Diederik) van Dijk
3. M.J. (Marc) de Vries
4. J.W. (Jan Willem) van der Ham
5. G.R. (Gert) van Leeuwen
6. A.J. (Harry) van der Maas
7. J.P. (Hans) Tanis
8. M.J.W. (Rien) Hoek
9. G.H. (Gert Harm) ten Bolscher
10. W.J. (Wouter-Jan) Vroegindeweij
11. A. (Arnold) Weggeman
12. M.W. (Arwin) van Buuren
13. A. (Arnold) Versteeg
14. H. (Eric) Boersma
15. J.N. (Sjaak) Simonse
16. J. (Jos) Bart
17. D. (David) van As
18. P.W.J. (Peter) Hoek
19. P.T. (Peter) Noordergraaf
20. L. (Lucas) Mulder
21. G.A. (Gerard) van der Waal
22. E.G. (Ewart) Bosma
23. W. (Wim) de Vries
24. H.J. (Henk) van Zelst
25. C.H. (Kees) van Wolfswinkel
26. A.J. (Arjan) Klein
27. J.J. (Joan) van Burg

FVD · VVD · CDA · GroenLinks · D66 · PvdA · PVV · SP · ChristenUnie · Partij voor de Dieren · 50PLUS · SGP · OPNL · JA21 · BBB · Volt
2003 · 2011 · 2015 · 2019 · 2023